# Pablo González Juárez
Pablo González Juárez (Almuñécar, 12 maggio 1993) è un calciatore spagnolo, attaccante dell'Ethnikos Achnas.

## Carriera
Cresciuto nel settore giovanile del Villarreal, ha esordito in prima squadra il 17 agosto 2012 disputando l'incontro di Segunda División vinto 2-1 contro il Real Madrid B.

## Statistiche

### Presenze e reti nei club
Statistiche aggiornate al 15 dicembre 2021.
| Stagione             | Squadra              | Campionato           | Campionato | Campionato | Coppe nazionali | Coppe nazionali | Coppe nazionali | Coppe continentali | Coppe continentali | Coppe continentali | Altre coppe | Altre coppe | Altre coppe | Totale | Totale |
| Stagione             | Squadra              | Comp                 | Pres       | Reti       | Comp            | Pres            | Reti            | Comp               | Pres               | Reti               | Comp        | Pres        | Reti        | Pres   | Reti   |
| -------------------- | -------------------- | -------------------- | ---------- | ---------- | --------------- | --------------- | --------------- | ------------------ | ------------------ | ------------------ | ----------- | ----------- | ----------- | ------ | ------ |
| apr.-giu. 2012       | Villarreal B         | SD                   | 4          | 0          |                 | -               | -               |                    | -                  | -                  |             | -           | -           | 4      | 0      |
| 2012-2013            | Villarreal B         | SDB                  | 34         | 2          |                 | -               | -               |                    | -                  | -                  |             | -           | -           | 34     | 2      |
| 2013-2014            | Villarreal B         | SDB                  | 17         | 2          |                 | -               | -               |                    | -                  | -                  |             | -           | -           | 17     | 2      |
| 2014-2015            | Villarreal B         | SDB                  | 12         | 1          |                 | -               | -               |                    | -                  | -                  |             | -           | -           | 12     | 1      |
| Totale Villarreal B  | Totale Villarreal B  | Totale Villarreal B  | 67         | 5          |                 | -               | -               |                    | -                  | -                  |             | -           | -           | 67     | 5      |
| ago.-ott. 2012       | Villarreal           | SD                   | 2          | 0          |                 | -               | -               |                    | -                  | -                  |             | -           | -           | 2      | 0      |
| 2015-2016            | Toledo               | SDB                  | 30+2       | 3+0        |                 | -               | -               |                    | -                  | -                  |             | -           | -           | 32     | 3      |
| 2016-2017            | Toledo               | SDB                  | 35+2       | 2+0        | CR              | 5               | 3               |                    | -                  | -                  |             | -           | -           | 42     | 5      |
| Totale Toledo        | Totale Toledo        | Totale Toledo        | 69         | 5          |                 | 5               | 3               |                    | -                  | -                  |             | -           | -           | 74     | 8      |
| 2017-2018            | Granada B            | SDB                  | 32         | 5          |                 | -               | -               |                    | -                  | -                  |             | -           | -           | 32     | 5      |
| 2018-gen. 2019       | Salamanca UDS        | SDB                  | 17         | 4          |                 | -               | -               |                    | -                  | -                  |             | -           | -           | 17     | 4      |
| gen.-mag. 2019       | Dukla Praga          | 1L                   | 11+3       | 0          |                 | -               | -               |                    | -                  | -                  |             | -           | -           | 14     | 0      |
| lug.-set. 2019       | Dukla Praga          | 2L                   | 6          | 4          | CRC             | 3               | 2               |                    | -                  | -                  |             | -           | -           | 9      | 6      |
| Totale Dukla Praga   | Totale Dukla Praga   | Totale Dukla Praga   | 20         | 4          |                 | 3               | 2               |                    | -                  | -                  |             | -           | -           | 23     | 6      |
| set. 2019-2020       | Sigma Olomouc        | 1L                   | 19+3       | 1+0        | CRC             | 4               | 0               |                    | -                  | -                  |             | -           | -           | 26     | 1      |
| 2020-2021            | Sigma Olomouc        | 1L                   | 30         | 7          | CRC             | 3               | 0               |                    | -                  | -                  |             | -           | -           | 33     | 7      |
| 2021-2022            | Sigma Olomouc        | 1L                   | 16         | 5          | CRC             | 3               | 0               |                    | -                  | -                  |             | -           | -           | 19     | 5      |
| Totale Sigma Olomouc | Totale Sigma Olomouc | Totale Sigma Olomouc | 68         | 13         |                 | 10              | 0               |                    | -                  | -                  |             | -           | -           | 78     | 13     |
| Totale carriera      | Totale carriera      | Totale carriera      | 275        | 36         |                 | 18              | 5               |                    | -                  | -                  |             | -           | -           | 293    | 41     |